# Genossengericht
Das Genossengericht (russisch Товарищеский суд, auch Kameradschaftsgericht oder Genossenschaftsgericht) war eine Art kollektiver Gerichtsbarkeit in der Sowjetunion. Es gab vergleichbare Einrichtungen in vielen anderen sozialistischen Ländern, etwa auch in der DDR mit den Gesellschaftlichen Gerichten.

## Geschichte und Funktionsweise
Genossengerichte waren in minderschweren Fällen die unterste Instanz der allgemeinen Judikative. Ihre Aufgabe war es, minderschwere Ordnungswidrigkeiten und Vergehen kollektiv zu ahnden, die sozialistische Lebensweise zu fördern und „Konflikte im Volke zu lösen“, ohne dabei auf eine, in Augen der sozialistischen Gesetzgebung, übermäßig bürokratische und schlussendlich Gerechtigkeit verhindernde Gerichtsbarkeit zurückgreifen zu müssen. Im Ukas des Obersten Sowjets der RSFSR über die Annahme des Gesetzes über die Genossengerichte aus dem Jahre 1977 (russisch Указ Президиума Верховного Совета РСФСР об утверждении Положения о товарищеских судах) heißt es unter anderem:

„(...) Die Genossengerichte sind gewählte staatliche Organe, die dafür Sorge tragen, dass die kommunistische Bewusstseinsbildung der Bürger, respektvoller Umgang mit sozialistischem Eigentum, das Befolgen der Leitlinien der sozialistischen Gesellschaft, die Entwicklung eines kollektivistischen Bewusstseins und genossenschaftlichen Umgangs und der Respekt gegenüber der Würde und Ehre des sowjetischen Volkes sichergestellt wird. (...)“

Solche Genossengerichte wurden üblicherweise flächendeckend in Betrieben, Kolchosen, Schulen und dergleichen eingerichtet und ähnelten damit den auch in nicht-sozialistischen Ländern üblichen Schlichtungskommissionen. Die Mitglieder bzw. „Richter“ eines Genossengerichts wurden in der Sowjetunion durch die Mitglieder der Arbeiterorganisationen für zwei Jahre gewählt. Dort konnten Genossengerichte Geldbußen von bis zu 50 Rubel (etwa 64 % der sowjetischen Bevölkerung verdiente im Jahre 1980 zwischen 75 und 200 Rubel im Monat, weitere knappe 26 % unter 75 Rubel.) verhängen oder den Fall an die nächste Instanz weiterreichen. Normalerweise reagierte ein Genossengericht auf Vergehen aber durch „genossenschaftliche Warnungen“, öffentliche Rügung oder Verlangen einer öffentlichen Entschuldigung. Die Wahlen zu Genossengerichten wurden nach dem Zusammenbruch der Sowjetunion ausgesetzt und die Genossengerichte allgemein im neuen Strafgesetzbuch Russlands des Jahres 1997 nicht wieder in den Gesetzestext aufgenommen, womit diese folglich abgeschafft wurden.